# Filosemitismo
El filosemitismo (del prefijo griego φίλος (philos, «amor») y de semita (relativo a los «hijos de Sem», esto es, a los judíos)) es un fenómeno cultural caracterizado por el interés y respeto hacia la cultura y el pueblo judío, por su significado histórico, el impacto que el judaísmo ha tenido sobre el mundo occidental a través del cristianismo y durante la diáspora, su estatus de pueblo elegido por Dios que aparece en la Biblia o las cualidades atribuidas colectivamente a los judíos.

## Intentos de definición
La definición del término “filosemitismo” es problemática, pues engendra una serie de cuestiones difíciles de resolver: ¿a quiénes nos referimos al hablar de los judíos? ¿Se trata de una religión? ¿De un pueblo? Rudolph M. Loewenstein defiende que, así como no hay una definición precisa de antisemitismo, pero sí un consenso en lo que se refiere a sus síntomas, lo mismo podría decirse del filosemitismo. El prejuicio en lo referente a la particularidad de los judíos no se reduce a una característica más, sino que es un componente complejo y heterogéneo. Edelstein propone la siguiente definición, basada en la negación de una de las definiciones de antisemitismo:

Un sentimiento o acción que apoya o protege a las personas que llamamos judíos, bajo el fundamento de que estas personas, en virtud de su judaísmo, poseen cualidades deseables.

## Filosemitismo en la Historia
Es fácil encontrar filosemitismo en la Historia cultural europea desde la Antigüedad. 

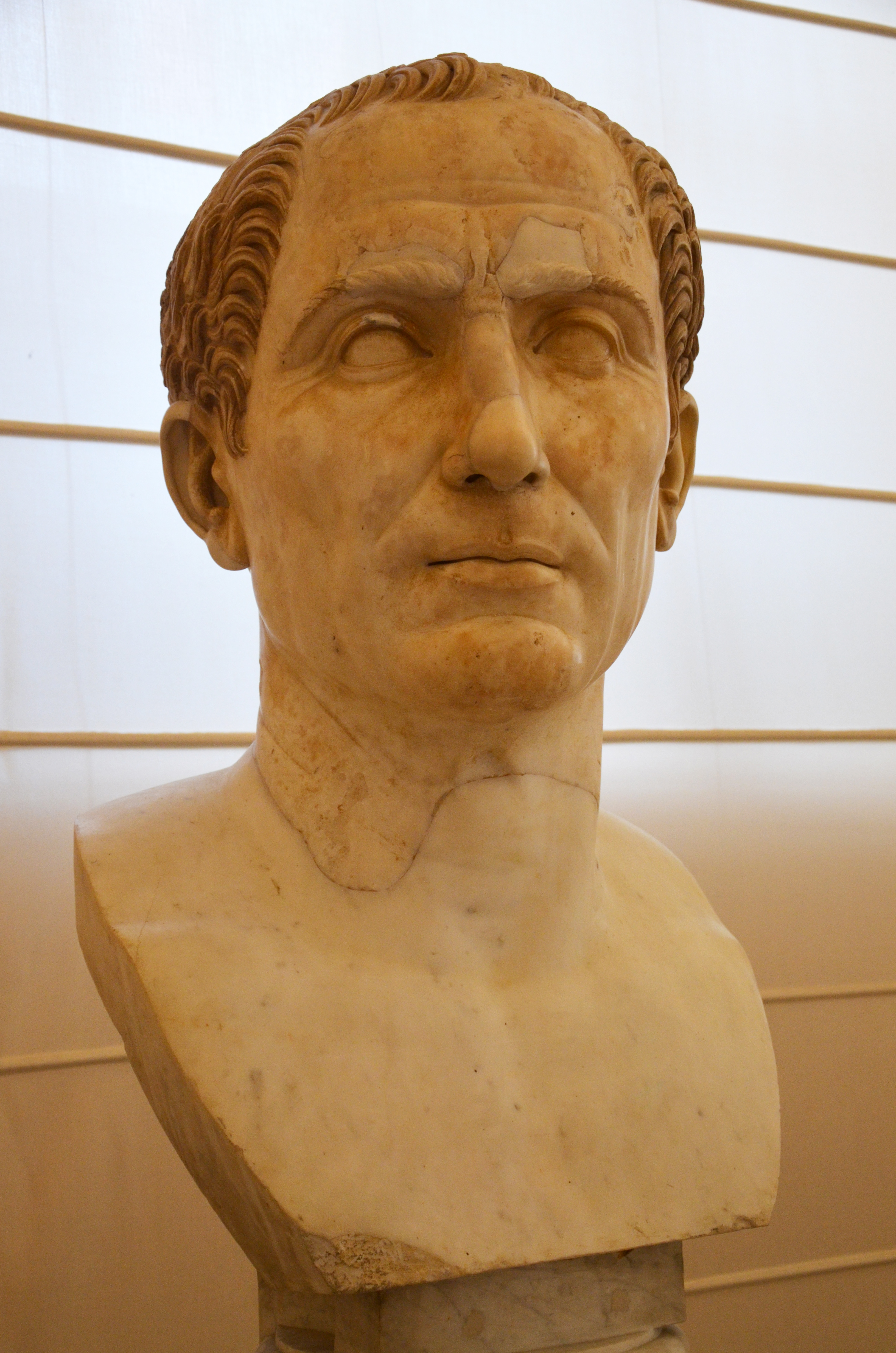
Julio César, de conocidas inclinaciones filosemitas.

### Antigua Grecia
El padre de la Iglesia Orígenes (siglo II-siglo III d. C.) hace referencia al libro perdido de Hermipo de Esmirna Los legisladores en el que se afirmaba una influencia directa del judaísmo en el pitagorismo.
En la Carta de Aristeas, se menciona que dos autores del siglo IV a. C. Teopompo y Teodectes, intentaron incorporar a sus escritos pasajes de las leyes sagradas judías. No obstante estas tradiciones, se puede afirmar que en la época pre-helenística el interés de los intelectuales de la antigua Grecia por el mundo hebreo había evolucionado hacia una indiferencia sustancial que irá cambiando hasta regresar, entre los intelectuales griegos del siglo IV a. C. un clima de abierta simpatía.

### Antigua Roma
En tiempos del Imperio Romano, aunque se les había concedido el estatus de religión autorizada (religio licita) algunos romanos los miraban con recelo por su monoteísmo, sus costumbres religiosas y su tendencia al aislamiento. Destaca la “apertura sin vacilación” y el favor expreso por parte de Julio César. Él, al ser la máxima autoridad religiosa (pontifex maximus) desde el 63 a. C., actuó políticamente con la mente libre de prejuicios, empujado por la curiosidad intelectual y en contraste con la sensibilidad que pudiera sentir el romano medio. El interés de César se concretó en una serie de decretos en favor de los judíos escritos en latín y en griego y expuestos en ciudades como Roma y el Campidoglio.

### Edad Media
Fernando III El Santo se consideró a sí mismo "rey de tres religiones", y Alfonso X El Sabio uniría en la Escuela de Traductores de Toledo a judíos, musulmanes y cristianos sin distinción de religión. El mismo Fernando el Católico habría llegado, en un principio, a apoyar a los judíos por su relevante papel económico, argumentando que, puesto que corría sangre judía por sus venas, las leyes que prohibieran algo a los judíos estarían prohibiéndoselo también a él, y habría tratado de suavizar el antisemitismo imperante mediante el bautismo del administrador real, celebrado por todo lo alto.
En Italia, la figura emblemática del filosemitismo medieval es Federico II de Suabia, que acordó otorgar una protección especial a la colonia judía de Trani (Italia), ya destinataria del favor de los últimos reyes normandos y de Enrique VI, que extendería el trato de favor a toda Sicilia, recogiendo en el Liber Augustalis una serie de disposiciones como la protección directa del soberano y la igualación con los gentiles en lo que respecta al derecho a la defensa y la posibilidad de proceder en un juicio y el permiso para ejercer como prestamistas siempre y cuando el interés no superara el 10%.

### Edad Contemporánea

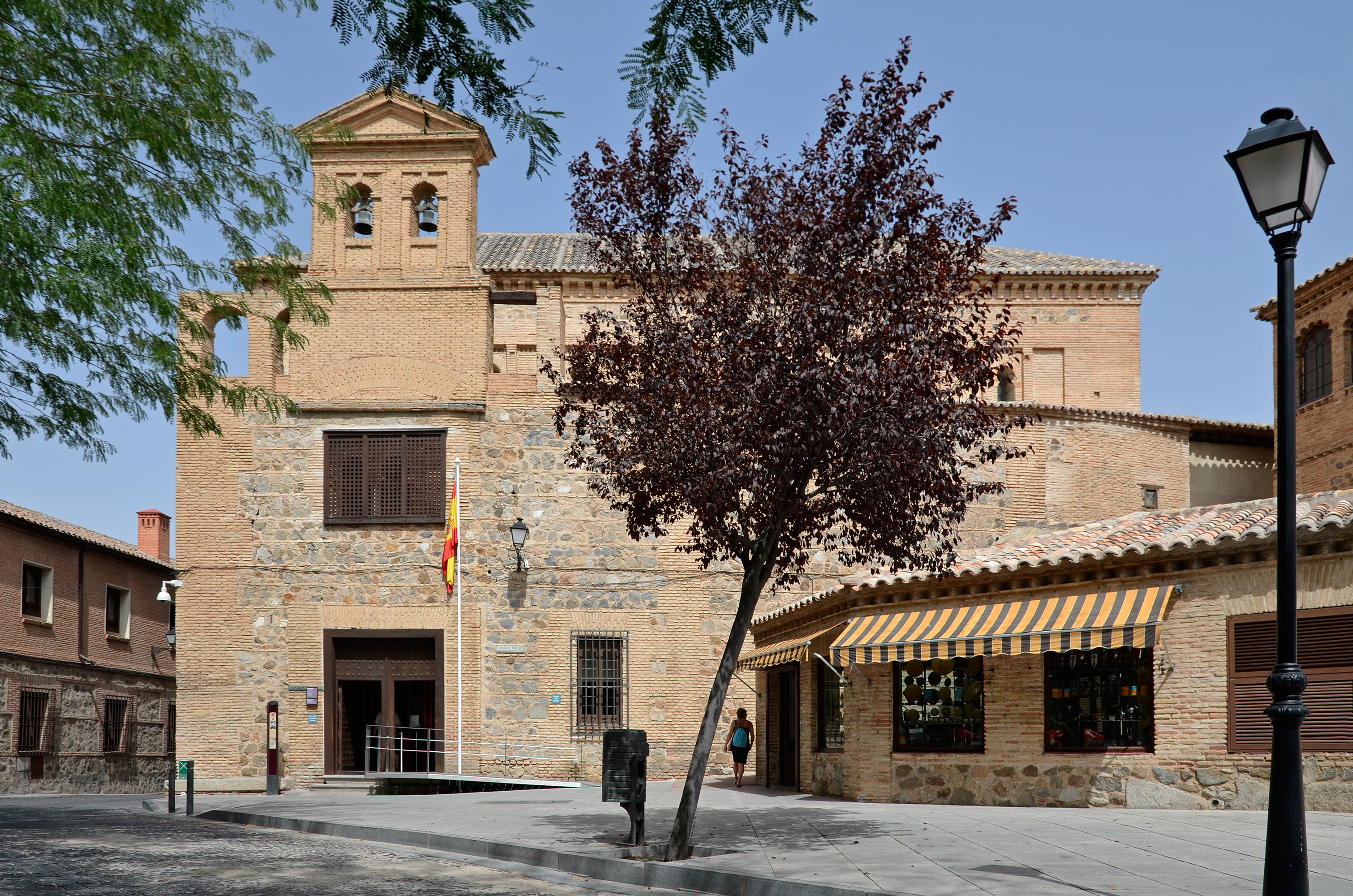
Sinagoga del Tránsito

En la actualidad el filosemitismo ha asumido un particular relieve, convirtiéndose en objeto de una serie de libros y artículos de periódico. El crecimiento del fenómeno ha sido objeto de varias reacciones en el interior de la comunidad judía: algunos, por ejemplo, acogen con favor el fenómeno pensando que puede llevar a los judíos a una reconsideración de su identidad, como expresa una relevante publicación hebrea de inspiración liberal.
Se ha hablado mucho del papel que pudo tener el franquismo en la salvación de judíos sefardíes del Holocausto nazi. Pese a su agresión verbal ("conspiración judeomasónica") previamente había permitido la edición de la revista Sefarad y reconocido la nacionalidad española a 271 sefardíes egipcios y a 144 familias que vivían Grecia, antiguos protegidos de España. En 1959 se organiza en la Biblioteca Nacional de Madrid una gran Exposición bibliográfica sefardí y cinco años después se lleva a cabo un proyecto que la Segunda República no llegó a realizar: transformar en museo sefardí la sinagoga del Tránsito de Toledo.

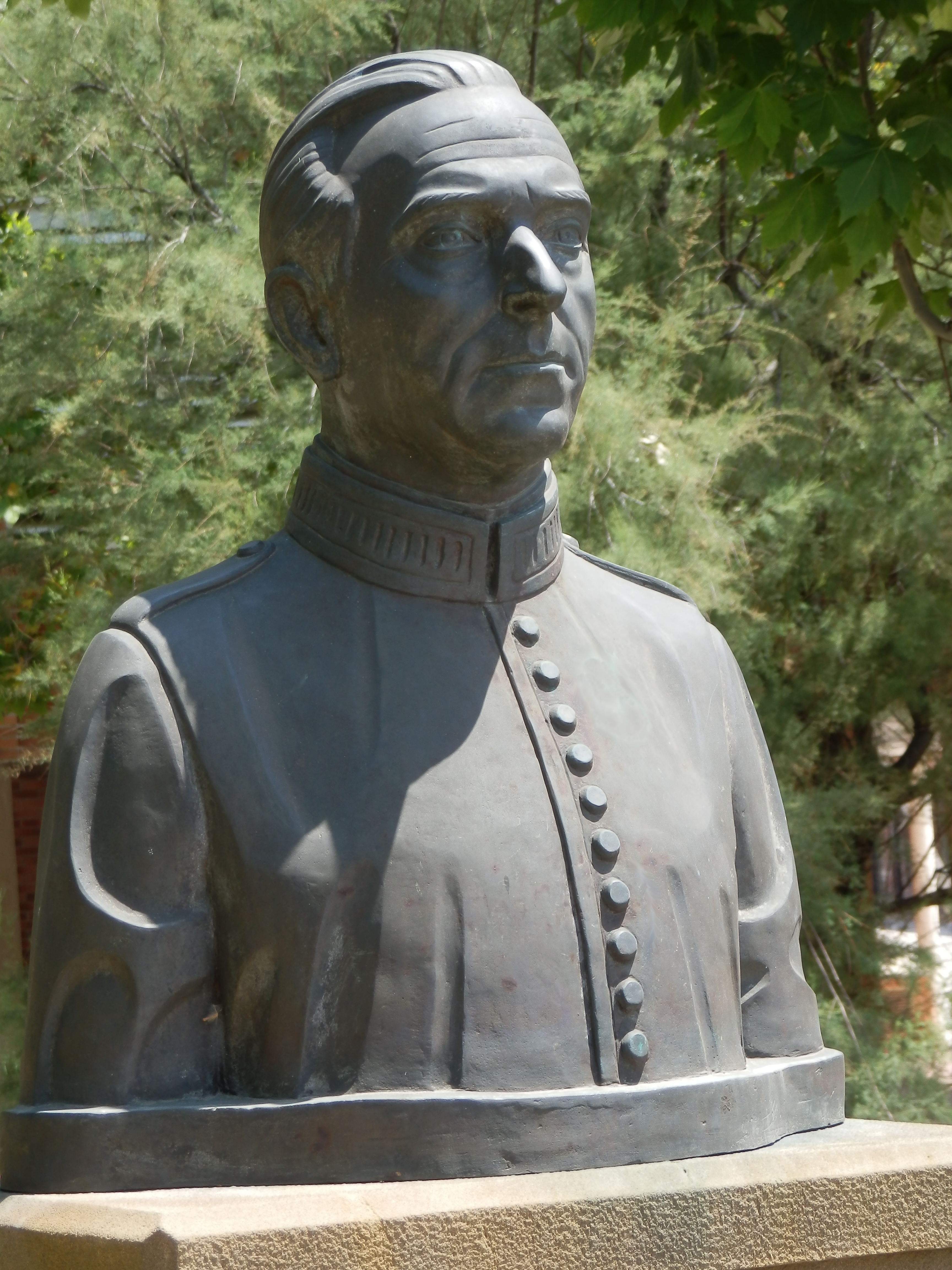
Monumento a Ángel Sanz Briz

Se había ordenado a España, como a todos los países colaboradores del Eje que no suministraran ayuda ni pasaportes a los judíos salvo si eran ciudadanos españoles, porque "si bien es cierto que en España no existe ley de razas, el gobierno español no puede poner dificultades, aun en sus súbditos de origen judío, para evitar se sometan a medidas generales". No obstante, el cuerpo diplomático hizo caso omiso de las órdenes. En palabras de Joseph Pérez:

Los sefardíes, como los otros judíos, corrían peligro de muerte si caían en manos de la policía alemana. Ante esta dramática situación, el cuerpo diplomático español, en toda Europa, tuvo un comportamiento ejemplar; hizo todo lo que estuvo en su alcance para aliviar la suerte de los judíos, fuesen sefardíes o no, con nacionalidad española o no. Los nombres de aquellos diplomáticos que, espontáneamente, a veces contra las instrucciones que recibían de su gobierno, hicieron cuanto estuvo en su poder para salvar a hombres y familias en peligro de muerte merecen pasar a la historia para que no caigan nunca en el olvido. Estos fueron, entre otros, Bernardo Roldán, Eduardo Gasset y Sebastián Radigales, respectivamente cónsules en París y Atenas; Julio Palencia Álvarez, Ángel Sanz Briz, encargados de negocios en Bulgaria y Hungría; Ginés Vidal, embajador en Berlín, y su colaborador Federico Oliván; sin contar con muchos otros funcionarios de rango más modesto que les ayudaron a esta tarea humanitaria.

.

### Filosemitismo en la España democrática (desde 1977)
El 7 de febrero de 2014 el gobierno popular de Mariano Rajoy concedió a los judíos sefardíes que lo desearan la nacionalidad española sin renunciar a la que tuvieran, causando el colapso de los consulados españoles en Israel para pedir información y realizar los trámites.